# فيلما إسبين
كانت فيلما لوسيلا إسبين جيلويس (7 أبريل 1930 - 18 يونيو 2007) ثورية كوبية،‌ نسوية ومهندسة كيميائية. ساعدت في تجهيز وتنظيم حركة 26 يوليو كجاسوسة تحت الأرض ، ولعبت دورًا نشطًا في العديد من فروع الحكومة الكوبية منذ انتهاء الثورة حتى وفاتها. بصفتها ناشطة نسوية اشتراکیة ، ساعدت إسبين في تأسيس اتحاد النساء الكوبيات وعززت الحقوق المتساوية للمرأة الكوبية في جميع مجالات الحياة.

## النشأة والتعليم
ولدت فيلما إسبين جيلويس في 7 أبريل 1930 في سانتياغو دي كوبا. كانت ابنة المحامي الكوبي الثري خوسيه إسبين وزوجته مارغريتا جيلويس. لديها أربعة أشقاء هم: نيلسا وإيفان وسونيا وخوسيه. التحق إسبين بأكاديمية بيريز بينيا للمدرسة الابتدائية ودرس الباليه والغناء في جمعية الفن الموالية لكوبا خلال الأربعينيات. في الخمسينيات ، درست الهندسة الكيميائية في جامعة أورينتي ، سانتياغو ، كوبا (واحدة من أوائل النساء في كوبا الذين درسوا هذا الموضوع). بعد التخرج ، شجعها والدها على الالتحاق بمعهد ماساتشوستس للتكنولوجيا في كامبريدج ، ماساتشوستس لإكمال دراساتها العليا على أمل أن تثنيها زيارة أمريكا عن الانخراط في النشاط الاشتراكي. عندما أذعنت أخيرًا، كانت مسيرتها الأكاديمية القصيرة في معهد ماساتشوستس للتكنولوجيا تركتها مع المزيد من العداء تجاه الولايات المتحدة ، كما انضمت رسميًا إلى حركة 26 يوليو في طريق عودتها إلى كوبا عبر المكسيك.

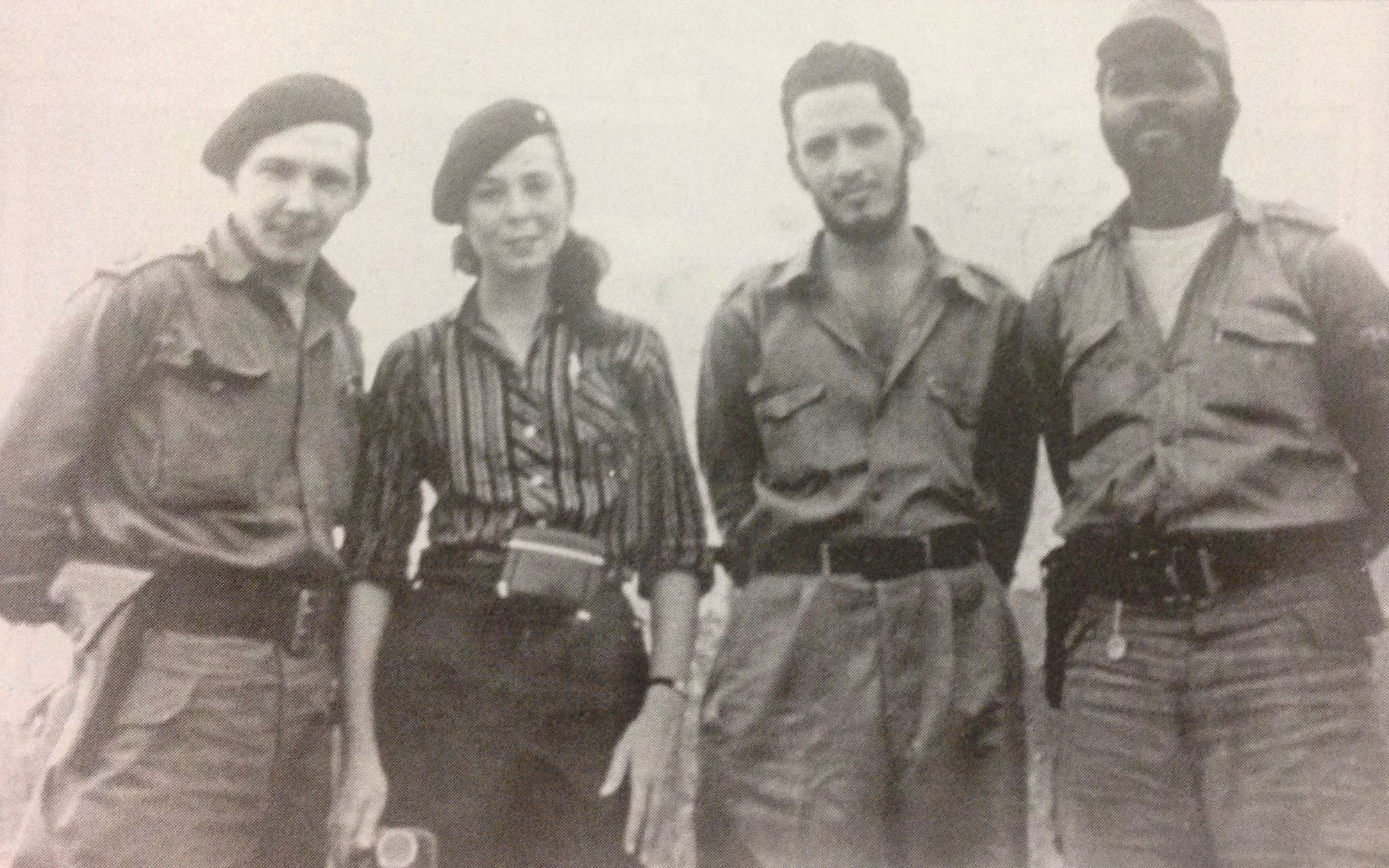
راؤول كاسترو وفيلما إسبين وخورخي ريسكويت وخوسيه نيفالدو كوز (1958)

## الدور في الثورة الكوبية
عند عودتها إلى الوطن، أصبحت أكثر انخراطًا مع معارضة الدكتاتور فولجينسيو باتيستا. أدى اجتماعها مع الزعيم الثوري فرانك باييس إلى أن تصبح زعيمة للحركة الثورية في مقاطعة أورينتي. التقى إسبين بأخوين كاسترو الذين انتقلوا إلى المكسيك بعد هجومهم المسلح الفاشل على ثكنات مونكادا في يوليو 1953 وإطلاق سراحه من السجن عام 1955.عمل إسبين كرسول بين حركة جوليو 26 في المكسيك وباييس في كوبا. ثم ذهبت لمساعدة الثوار في جبال سييرا مايسترا بعد عودة حركة 26 يوليو إلى كوبا على متن يخت غرانما في نوفمبر 1956.
سمحت لها قدرة إسبين على التحدث باللغتين الإسبانية والإنجليزية بتمثيل الحركة الثورية على نطاق دولي. قام بيبين بوش، المدير التنفيذي لشركة باكاردي، بترتيب لقاء بين المفتش العام لوكالة المخابرات المركزية ليمان كيركباتريك وممثلي حركة 26 يوليو 1957. إسبين، كقائد ثوري وابنة مدير تنفيذي في باكاردي، قال لكيركباتريك إن الثوار يريدون فقط «ما لديكم أيها الأمريكيون: سياسة نظيفة ونظام شرطة نظيف». عملت أيضًا كمترجمة لمقابلة بين مراسل نيويورك تايمز هربرت ماثيوز وفيدل كاسترو في عام 1957، التي خدمت الغرض المزدوج المتمثل في نشر أخبار الثورة وطمأنة الكوبيين والمجتمع الدولي أن ادعاءات باتيستا بوفاة كاسترو كاذبة.

## الدور في اتحاد النساء الكوبيات

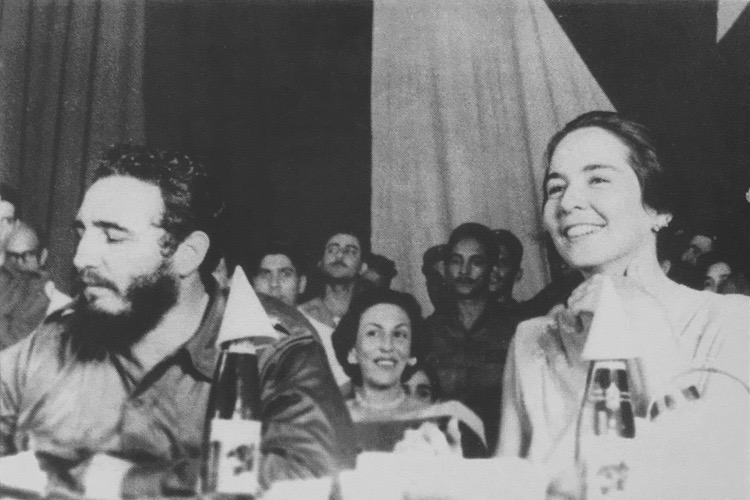
إسبين وفيدل كاسترو أثناء تشكيل اتحاد المرأة الكوبية ، أغسطس 1960

كان فيلما إسبين مؤيدًا صريحًا للمساواة بين الجنسين في كوبا. ساعدت مشاركتها في الثورة على تغيير دور المرأة في كوبا وفي عام 1960 ، أصبحت إسبين رئيسة لاتحاد النساء الكوبيات ، وبقيت في هذا المنصب حتى وفاتها عام 2007 كانت الأهداف الأساسية للمنظمة تثقيف المرأة ، منحهم المهارات اللازمة للبحث عن عمل مربح ، وقبل كل شيء تشجيعهم على المشاركة في السياسة ودعم الحكومة الثورية. في عام 1960 ، عندما تعرضت مصانع السكر وحقول القصب للهجوم عبر كوبا قبل وقت قصير من غزو خليج الخنازير أنشأ اتحاد النساء الكوبيات كتائب الاستجابة الطبية الطارئة لتعبئة النساء ضد الثورة المضادة. شجعت الحكومة الكوبية والاتحاد الكوبي النساء على الانضمام إلى القوى العاملة حتى أنهما ذهبوا إلى حد تمرير قانون الأسرة الكوبي في عام 1975 ، قانون يلزم الرجال بالمساعدة في الأعمال المنزلية ورعاية الأطفال لتخفيف عبء العمل عن الأمهات العاملات.